# Armando Zeferino Soares
Armando Zeferino Soares (geb. 1920, Praia Branca, São Nicolau, Kap Verde; gest. 3. April 2007) war ein kap-verdischer Komponist und der Autor des berühmten Liedes Sodade (dt.: Traurigkeit).

## Leben
Armando Zeferino Soares wurde 1920 in Praia Branca auf der Insel São Nicolau geboren. Er arbeitete dort als Verkäufer.
Die Urheberschaft für das Lied Sodade wurde von mehreren Musikern beansprucht, darunter Amândio Cabral und Luís Morais. Im Dezember 2006 erklärte ein Gericht Armando Soares zum Autor. Er konnte nachweisen, dass er die Musik in den 1950er Jahren bei einer Abschiedsfeier für eine Gruppe von Freunden geschaffen habe, die nach São Tomé und Príncipe zogen. So erzählte er es der Zeitung A Semana (dt. „Die Woche“).